# ディディエ・モラール
ディディエ・モラール（Didier Mollard、1969年12月4日 - ）は、フランス東部サヴォワ県シャンベリ出身の元スキージャンプ選手。1985年から1998年に国際試合などで活躍、冬季オリンピックに3度出場した。

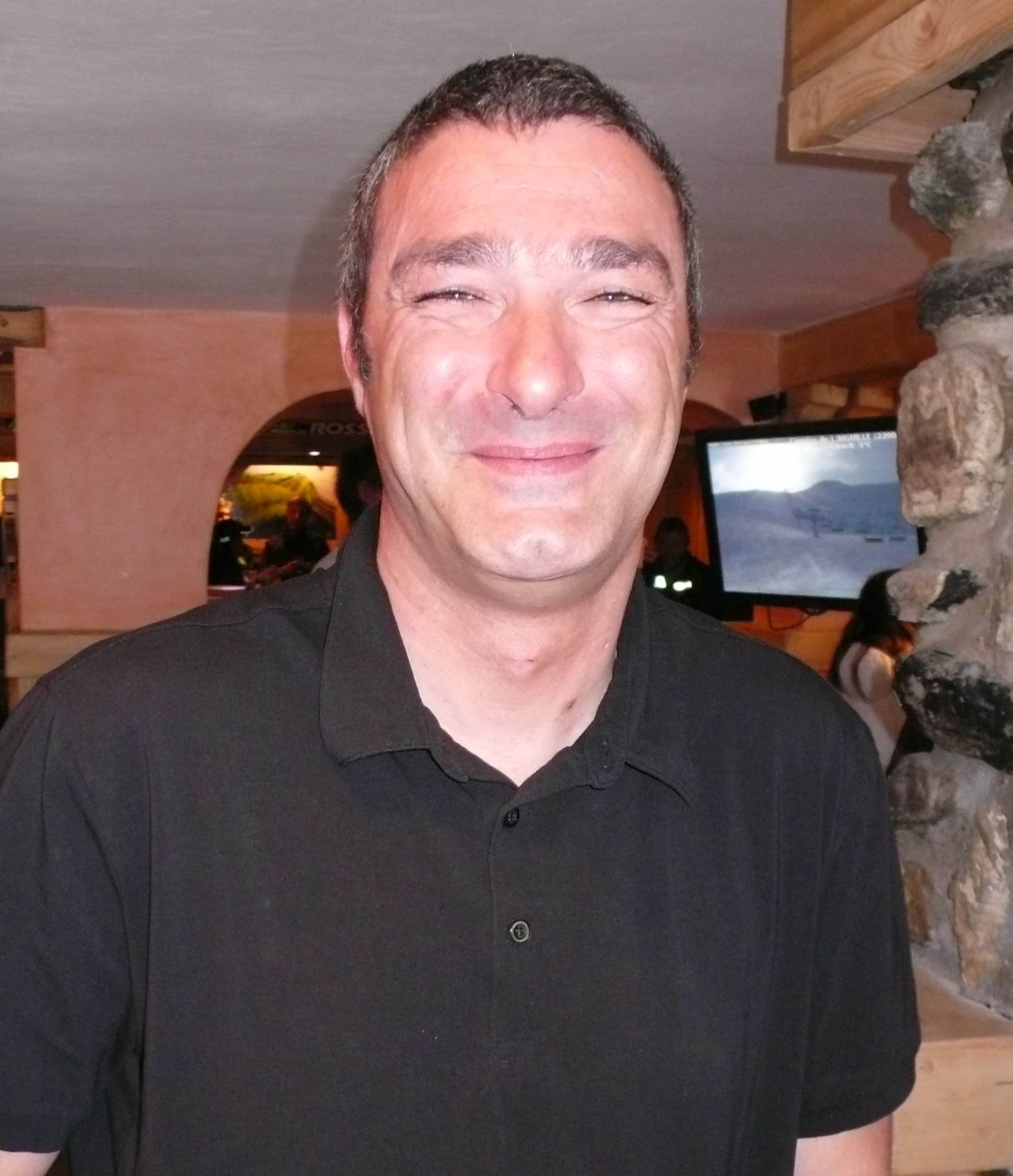
Didier Mollard 2010

## プロフィール
モラールは1985年12月22日に地元シャモニーのノーマルヒルでスキージャンプ・ワールドカップにデビュー、11位となってポイントを獲得した。さらに1か月後の1986年1月19日にはノーマルヒルで4位となった。
1987年ノルディックスキー世界選手権代表となったが70m級51位、90m級46位と振るわなかった。しかし同年3月4日のワールドカップでは自身初の3位入賞を果たした。
1988年カルガリーオリンピックでは70m級34位、90m級26位、1989年ノルディックスキー世界選手権ではノーマルヒル28位、ラージヒル55位となった。
1992年自国開催のアルベールビルオリンピックのノーマルヒルで8位入賞、ラージヒルは40位だった。
1992-1993シーズンはワールドカップ自己最高位となる2位に2度（バートミッテルンドルフのフライングとオスロのラージヒル）なるなどして総合7位、1993年ノルディックスキー世界選手権では団体戦でジェローム・ゲ、ニコラ・ジャン＝プロスト、ステブ・デローとともに4位と自身最高のシーズンになった。
1994年リレハンメルオリンピックでは団体6位、ノーマルヒル17位、ラージヒル10位、1997年ノルディックスキー世界選手権ではノーマルヒルで6位に入賞、ラージヒル21位となった。
ワールドカップへの出場はこのシーズンが最後で、翌シーズン終了後現役を引退した。ワールドカップ総合は1992-1993シーズンの7位が自己最高位で、通算では2位2回、3位4回の表彰台登壇がある。
2008年オート＝サヴォワ県Les Contamines-Montjoieの議会議員に選出された
。